# Microtus savii
Microtus savii es una especie de roedor de la familia Cricetidae.

## Distribución geográfica
Se encuentra en Suiza e Italia.